# Pariguana
Pariguana — це вимерлий рід ігуанідових ящірок пізньої крейди на заході Північної Америки. Він відомий з одного типового виду, Pariguana lancensis, названого в 2012 році на основі часткової нижньої щелепи з формації Ланс у східному Вайомінгу. Ця щелепна кістка походить із шару, датованого приблизно за 650 000 років до крейдяно-палеогенового вимирання. Паригуана є найдавнішою остаточною ігуанідою з Північної Америки і може представляти першу стадію еволюційного випромінювання ігуан з Азії в Північну Америку.